# Netelia unicolor
Netelia unicolor är en stekelart som först beskrevs av Smith 1874.  Netelia unicolor ingår i släktet Netelia och familjen brokparasitsteklar. Inga underarter finns listade i Catalogue of Life.